# Escherichia coli O157:H7

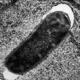
Escherichia coli O157:H7

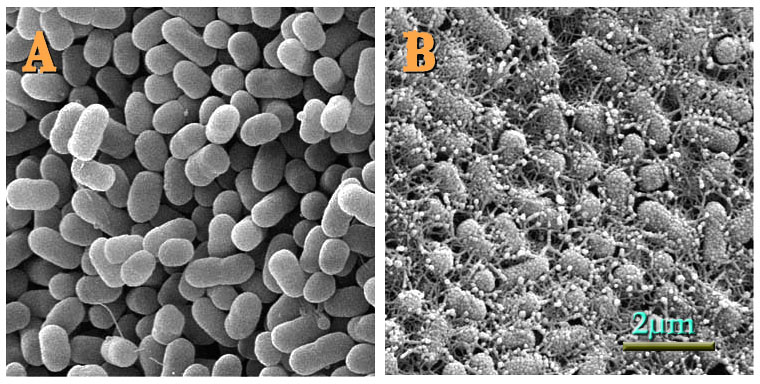
Vue en microscopie électronique de deux colonies de deux souches différentes d'Escherichia coli O157:H7 ; la première (A) 43895OW (ne produisant pas de curli) et la seconde (B) 43895OR (produisant des curli, lui permettant de former un solide biofilm, et de se fixer sur des parois lisses (verre, inox, téflon) et de développer une certaine chlororésistance). Ces deux cultures ont été faites sur une gelée d'agar durant 48 h à

Escherichia coli O157:H7 est un sérotype d'Escherichia coli particulier responsable de plusieurs pathologies, dont la colite hémorragique, le syndrome hémolytique et urémique (SHU) et le purpura thrombotique thrombocytopénique (PTT).

## Habitat
Cette bactérie, potentiellement mortelle, a pour principal habitat l'intérieur des intestins des bovins.
Ceci explique qu'elle soit surtout responsable d'intoxications alimentaires transmises par la viande hachée (on parle parfois de « maladie du hamburger »).
Selon l'Agence canadienne d'inspection des aliments (ACIA), les noix de Grenoble crues écalées, vendues en vrac ou préemballées pourraient parfois être contaminées par la bactérie E. coli.
Toutefois, on a trouvé récemment cette bactérie dans des plantes vertes, tels que des épinards  ou de la salade aux États-Unis,.

## Diffusion de la bactérie

### Mode d'abattage de la viande
Les risques d'infection des viandes par la bactérie lors de l'abattage sont connus. Pour cette raison, la réglementation européenne recommande de laisser intacts la trachée et l'œsophage lorsque l'on abat les bêtes, puis de ligaturer l'œsophage et le rectum avant de séparer la viande des viscères (parage).
Inversement, les risques d'infection des viandes seraient augmentés par la généralisation dans les abattoirs de mode d'égorgement rituel des bêtes (viande halal ou casher). Lors de ces abattages rituels, l'impossibilité matérielle de ligaturer l'œsophage des animaux entraîne un « épanchement de matières stercoraires en provenance de l'estomac qui s'écoulent à travers la section béante de l'œsophage ». Pascale Dunoyer, chef du bureau des établissements d'abattage à la Direction Générale de l'Alimentation, dans le bulletin de l'Académie vétérinaire de France précise : « Des pratiques liées à la mise en œuvre du rituel d'abattage peuvent avoir des conséquences en termes de salubrité et de sécurité des carcasses. » Elle explique que « le tranchage de la trachée et de l'œsophage (…) peut provoquer le déversement du contenu gastrique (voire pulmonaire) sur les viandes de têtes, de gorge et de poitrine. »
Jean-Louis Thillier, expert en sécurité sanitaire, affirme que l'abattage sans étourdissement a pour conséquence une augmentation des contaminations par la bactérie intestinale Escherichia coli car « le contenu de l'œsophage et des intestins des animaux risque de souiller la viande, particulièrement les quartiers avant qui finissent dans les steaks hachés. »
Michel Courat, expert vétérinaire et membre de Eurogroup for Animals, signale les dangers de l'absence d'étourdissement : « Comme l'animal est conscient, il faut faire vite : on tranche d'un seul coup jusqu'aux vertèbres, avec le même couteau. Les bactéries qui se trouvent sur la peau peuvent donc passer à travers les tissus et contaminer la viande, explique-t-il. Alors qu'au cours d'un abattage conventionnel, on incise d'abord la peau, puis on change de couteau et on coupe les muscles et les vaisseaux sanguins." La zone du "collier", proche de l'entaille, est la plus exposée aux germes. Cette viande, peu noble, est consommée hachée. »

### Laitue romaine
Au Canada, la laitue romaine est fréquemment associée à des éclosions de la bactérie E. coli, en particulier le sérotype Escherichia coli O157:H7. La laitue romaine fait régulièrement l'objet de mises en garde de l'Agence de la santé publique du Canada.

## Pathogénicité
Selon l'Anses , la période d'incubation varie de 1 à 8 jours (en moyenne 3-4 jours) suivant l'âge des malades, la virulence des souches et la dose ingérée.

Selon les résultats rapportés par les enquêtes épidémiologiques, la quantité de bactéries ingérées entraînant la maladie avec une forte probabilité semble être plutôt faible (quelques bactéries à plusieurs centaines).
Lors de l'épidémie française de 2005 ayant impliqué de la viande hachée de bœuf (surgelée), le taux d'E. coli O157:H7 dans les steaks hachés incriminés était en moyenne de six par gramme (Afssa 2007).

## Code de la bactérie et autres espèces bénignes
Le code O157:H7 correspond à l'identification de phénotype particulier de protéines de surface de la bactérie.
Ainsi le « O » (de l'allemand ohne Hauch = sans souffle) correspond à l'antigène somatique et le « H » (de l'allemand Hauch = souffle) correspond à l'antigène flagellaire. Hauch faisant allusion à l'aspect d'une gélose après propagation d'une bactérie motile, similaire à la condensation formée quand on souffle sur une vitre.
D'autres Escherichia coli peuvent donner les pathologies citées ci-dessus mais c'est le type O157:H7 qui est le plus souvent mis en cause. La plupart des Escherichia coli sont bénignes.

## Vaccin possible
Bioniche Life Sciences Inc. a annoncé en octobre 2008 que le premier vaccin au monde conçu pour réduire les excrétions d'E. coli O157 par les bovins, a reçu l'homologation complète de l'Agence canadienne d'inspection des aliments (ACIA).